# Jeongeup
Jeongeup (en coreà: 정읍시, romanització revisada: Jeong-eubsi, llegiu: Chóngupt) és una ciutat de la província de Jeollabuk-do, al sud-est de la república de Corea del Sud. Està situada a uns 168 km al sud de Seül i a 27 km al sud-est de Jeonju. La seva àrea és de 692.8 km² i la seva població total és de 140.000 habitants (2009).
Per la ciutat passa l'autopista Honam (호남선) que la connecta amb el sud del país.

## Administració
La ciutat de Jeongeup es divideix en 12 districtes (dong), 14 municipis (myeon) i 1 vila (EuP).